# Coivara
Coivara é uma técnica agrícola tradicional utilizada em comunidades tradicionais como quilombolas, indígenas, caiçaras e ribeirinhas no Brasil. 

## Etimologia
"Coivara" procede do tupi antigo koybara, "cata-paus de roça" (kó, "roça" + yba, "pau" + ar, "cair" + a, sufixo substantivador).

## Definição
É também chamada de agricultura itinerante e define-se, em geral, por poucos anos de cultivo, seguidos de muitos anos de repouso. A plantação inclui o corte, a derruba e a queima da floresta nativa, onde o fogo desempenha papel fundamental. Há, então, a plantação intercalada de várias culturas (rotação de culturas), como o arroz, o milho e o feijão, durante 3 anos e, principalmente, a rotação de solos para melhorar a fertilidade e controlar as pragas.
Esse método é utilizado principalmente em agricultura de subsistência, por pequenos proprietários de terra ou em áreas de plantio comunal.
Muitos autores defendem que a característica extremamente rudimentar desta técnica agrícola leva ao rápido esgotamento do solo, fazendo com que as terras precisem ficar em descanso de 3 a 12 anos e causando a derrubada de grandes áreas de mata. Por outro lado, vários especialistas defendem que a coivara está associada à conservação dos ecossistemas florestais.  
Em algumas regiões, como no Vale do Ribeira, a coivara tem sofrido um processo de transformação que envolve fatores como o aumento demográfico, o avanço da economia de mercado, a implantação de leis ambientais e políticas desenvolvimentistas, o que ocasiona grande polêmica entre as comunidades que utilizam o método e a intensificação da fiscalização a partir dos anos 1980 que busca preservar a mata nativa (Mata Atlântica).